# Hypno-Hustler
Hypno-Hustler, il cui vero nome è Antoine Delsoin, è un personaggio dei fumetti pubblicato dalla Marvel Comics.

## Biografia del personaggio
Antoine Delsoin è il cantante dei "Mercy Killers", il suo nome d'arte è "Hypno-Hustler". Antoine si esibiva in un nightclub chiamato Beyond con la sua band, quando viene colto dal proprietario del club a rubare dalla cassaforte. Antoine usa la sua attrezzatura per ipnotizzarlo. La band ha poi deciso di ipnotizzare il pubblico al loro successivo concerto per farsi dare i loro oggetti di valore e il denaro.
Peter Parker era al club con gli amici Harry Osborn, Liz Allan, Holly Gillis, Betty Brant, Flash Thompson e la sua ragazza Sha Shan, vide quello che stava succedendo e si apprestò a indossare il suo costume di Spider-Man. Durante lo scontro scoprì che le cuffie di Hypno-Hustler lo proteggono dalla sua musica ipnotica quindi gli tolse le cuffie facendolo cadere ipnotizzato come tutti gli altri e lasciando lui e la sua band nelle mani della polizia.
Ad Antoine Delsoin fu poi chiesto di partecipare alla Vil-Anon (Villains Anonimo), dove fece l'incontro con Schizoid Man, Armadillo, Big Wheel, Man-Bull ed Equinox.

## Altre versioni

### House of M
Hypno-Hustler ha un cameo in House of M, apparendo in mezzo alla folla, ma non viene rivelato se ha giocato un ruolo in questa realtà.

### Spider-Man: Reign
Nel futuro alternativo di Spider-Man: Reign, disegnato da Kaare Andrews, nel quale molti supereroi sono diventati anziani e pensionati, Hypno-Hustler è un supercriminale anziano ora in sintonia con Spider-Man. Consapevole del fatto che Spider-Man sta uscendo dal pensionamento e sta sfidando il Regno, Hypno-Hustler cerca di aiutare con la sua vecchia musica ipnotica, attraverso uno stereo portatile, per distrarre degli ufficiali del Regno e incoraggia i cittadini a ribellarsi. Tuttavia, il suo stereo perde potenza e gli agenti rispondono con la forza, uccidendolo all'istante.

## Altri media
- Un film su Hypno-Hustler ambientato nell'universo di Spider-Man di Sony è attualmente in fase di sviluppo da parte di Sony Pictures con Donald Glover come protagonista e produttore.[2]